# 永仁県
永仁県（えいじん-けん）は中華人民共和国雲南省楚雄イ族自治州に位置する県。

## 行政区画
下部に3鎮、3郷、1民族郷を管轄する。
- 鎮
  - 永定鎮、宜就鎮、中和鎮
- 郷
  - 蓮池郷、維的郷、猛虎郷
- 民族郷
  - 永興タイ族郷

## 交通

### 鉄道
- 中国国家鉄路集団
  - 峨広線（中国語版）

### 道路
- 高速道路
  - 京昆高速道路
- 国道
  - G108国道